# 고호쿠역 (도쿄도)
고호쿠역(일본어: 江北駅)은 일본 도쿄도 아다치구에 있는 도쿄 도 교통국 닛포리·도네리 라이너의 역이다. 역 번호는 08이다.

## 역사
- 2008년 3월 30일: 영업 개시.

## 역 구조
섬식 승강장 1면 2선의 고가역이다. 스크린도어가 설치되어 있다.
개찰구 앞(바깥에서 이용 가능)에 특수간이 공중 전화기(동전만 사용 가능)가 설치되어 있다.

### 승강장
| 번호 | 노선                   | 행선                      |
| ---- | ---------------------- | ------------------------- |
| 1    | ■ 닛포리·도네리 라이너 | 미누마다이신스이코엔 방면 |
| 2    | ■ 닛포리·도네리 라이너 | 닛포리 방면               |

## 역 주변
역 북동쪽으로 교통 광장이 정비되어 있으며 일부 노선 버스의 연계가 있다.
- 고호쿠욘 우편국
- 라이프 고호쿠 역전점
- 빅 카메라 고호쿠 역전점
- 도이토 니시아라이점
- 오이시 기념 병원
- 고로쿠 신사
- 도쿄 도립 아다치니시 고등학교

## 사진

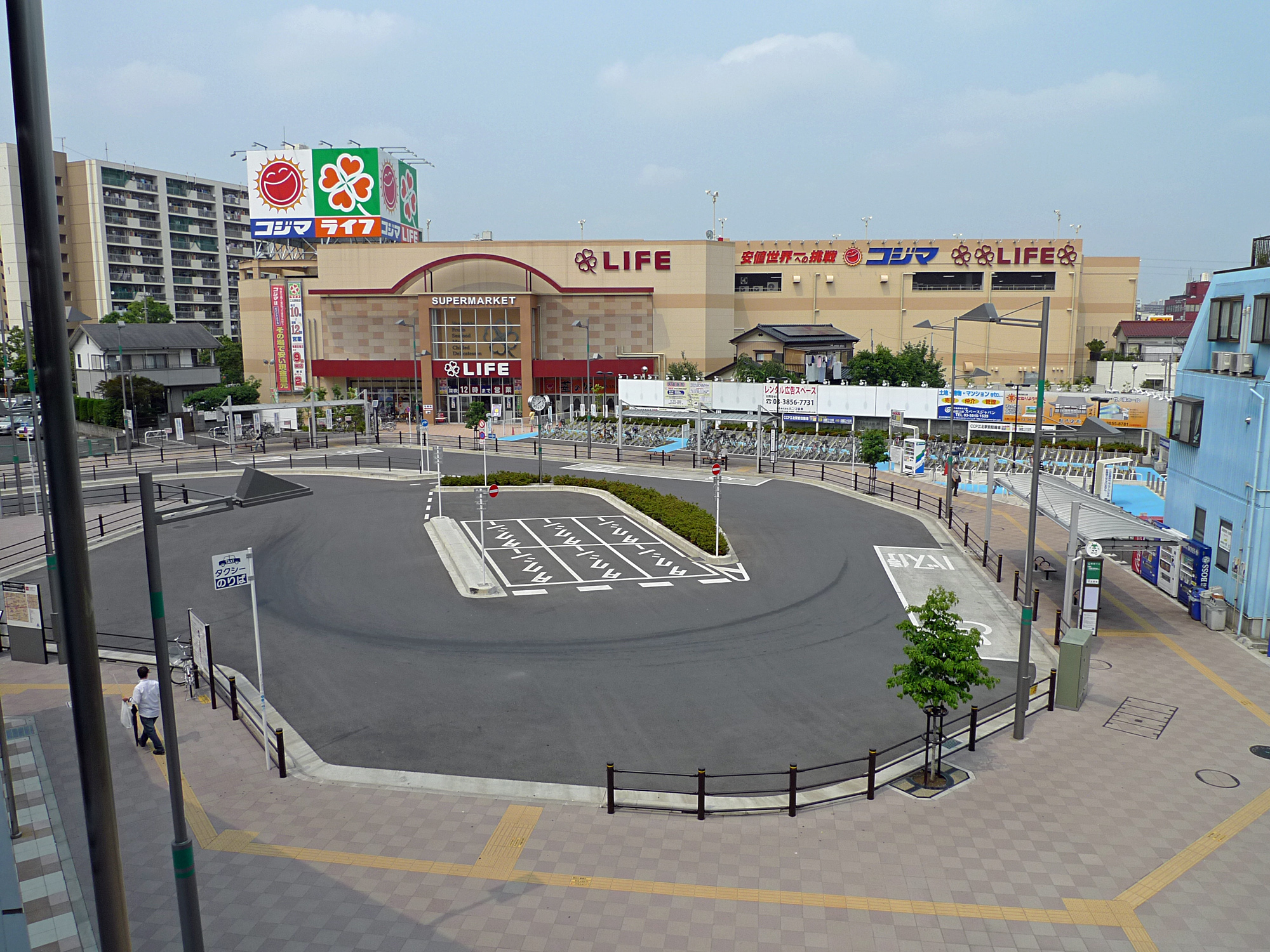
역전 광장
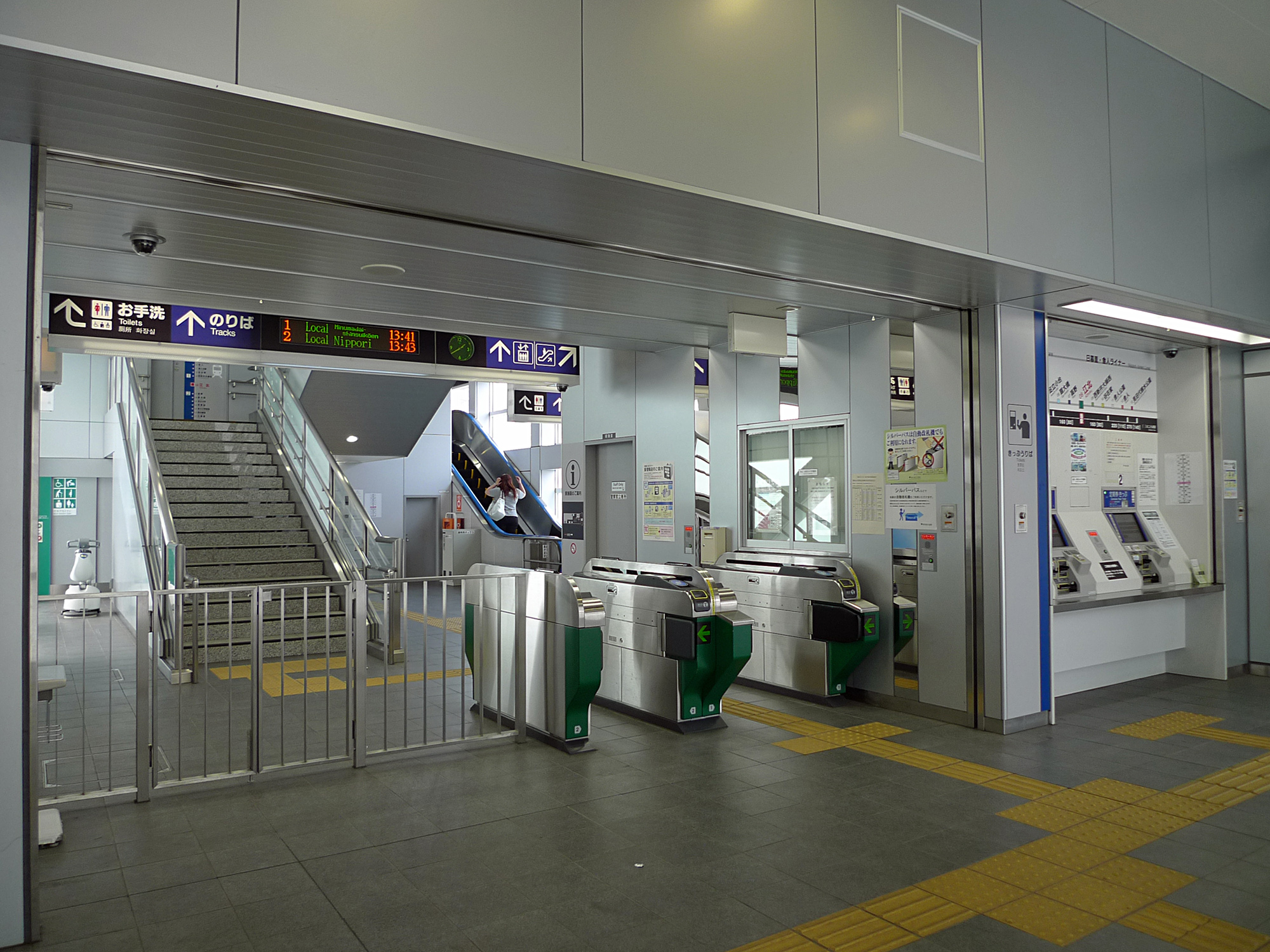
개찰구

## 인접역
| 도쿄 도 교통국 ■ 닛포리·도네리 라이너 | 도쿄 도 교통국 ■ 닛포리·도네리 라이너 | 도쿄 도 교통국 ■ 닛포리·도네리 라이너               |
| ------------------------------------- | ------------------------------------- | --------------------------------------------------- |
| NT07 고야 닛포리 방면                 |                                       | 니시아라이다이시니시 NT09 미누마다이신스이코엔 방면 |